# ヨハン・グスタフ・ヘルメス
ヨハン・グスタフ・ヘルメス（独:Johann Gustav Hermes、1846年6月20日 - 1912年6月8日）はドイツの数学者。

## 来歴・人物
ドイツのケーニヒスベルクで産まれる。Kneiphöfischenギムナジウムで教育を受け、1866年に学校の卒業試験(アビトゥーア)を取得した。1872年には数学の専門職学位を得、1879年には論文を発表し、博士号を取得した。
1899年にオスナブリュック実科ギムナジウム(現在のエルンスト・モーリッツ・アルントギムナジウム)の所長となり、1906年に病気で退職した。1912年、バート・エーンハウゼンで死去。

## 業績
- 10年に及ぶ努力の末、65537角形が作図できることを発見し、その作図の手順を200ページを超える枚数の原稿を雑誌に発表した。現在、その原稿はゲッティンゲン大学に保管されている。